# DDR-Meisterschaften im Biathlon 1972
Die DDR-Meisterschaften im Biathlon wurden 1972 zum 15. Mal ausgetragen. Herbert Wiegand gewann seinen ersten und einzigen Einzeltitel. Nach sieben Jahren und sechs Titeln in Folge gewann erstmals nicht die SG Dynamo Zinnwald den Titel im Staffelwettbewerb, sondern der ASK Vorwärts Oberhof. Dabei wurden nicht nur die Zinnwälder, sondern auch die erste Staffel der Oberhofer von der zweiten Staffel Oberhofs düpiert.
Organisiert wurden die Titelkämpfe von Dynamo Zinnwald, das mit argen witterungsproblemen zu kämpfen hatte und wegen Schneemangels die Meisterschaften erst zu einem Nachholtermin unter weiterhin schlechten Bedingungen organisieren konnten. Mit den örtlichen Schneeresten konnte nur eine 1,6 Kilometer lange Strecke präpariert werden. Die Niederlage der Zinnwälder, die bei den Olympischen Spielen des Jahres noch die komplette DDR-Mannschaft stellten, war durch die Renntaktik des Oberhofer Trainers Günter Deinert gewaltig. Nicht nur im Einzel und der Staffel der Männer, sondern auch bei den Junioren gewann mit Reinhard Riese im Einzel und Gerhard Möller, Andreas Tresselt und Reinhard Riese mit der Staffel alle vier möglichen Titel.

## Einzel
| Platz | Sportler        | Verein               | Schießfehler | Zeit |
| ----- | --------------- | -------------------- | ------------ | ---- |
| 1     | Herbert Wiegand | ASK Vorwärts Oberhof |              |      |
| 2     | Günter Bartnik  | SG Dynamo Zinnwald   |              |      |
| 3     | Dieter Speer    | SG Dynamo Zinnwald   |              |      |

## Staffel
| Platz | Verein                  | Sportler                                        | Schießfehler | Zeit |
| ----- | ----------------------- | ----------------------------------------------- | ------------ | ---- |
| 1     | ASK Vorwärts Oberhof II | Jürgen Beyer Manfred Geyer Manfred Härtung      |              |      |
| 2     | ASK Vorwärts Oberhof I  | Herbert Wiegand Karl-Heinz Menz Karl-Heinz Wolf |              |      |
| 3     | SG Dynamo Zinnwald      | Dieter Speer Rüdiger Mühlig Günter Bartnik      |              |      |